# سایاکا هیروتا
سایاکا هیروتا (انگلیسی: Sayaka Hirota؛ زادهٔ ۱ اوت ۱۹۹۴) بدمینتون‌باز زن اهل ژاپن است.